# 松永光
松永 光（まつなが ひかる、1928年〈昭和3年〉11月23日 - 2022年〈令和4年〉10月11日）は、日本の政治家、弁護士。公益財団法人日本武道館会長（第8代）。位階は正三位、勲章は勲一等旭日大綬章。
衆議院議員（10期）、大蔵大臣（第104代）、通商産業大臣（第50代）、文部大臣（第106代）、衆議院予算委員長・建設委員長、美しい日本の憲法をつくる埼玉県民の会会長などを歴任した。
衆議院議長、文部大臣、衆議院議員を務めた松永東は養父。

## 来歴
長崎県南高来郡南串山村（現雲仙市）生まれ。1947年に東京都立九段中学校を卒業し、中央大学法学部法律学科に進学。その後、早稲田大学第二法学部法律学科に編入し、1951年に卒業した。同年、司法試験に合格し、1954年に福岡地方検察庁検事に任官。しかし翌1955年に退官し、弁護士開業。そのかたわら養父・松永東の秘書を務め、東の死後、1969年の第32回衆議院議員総選挙に旧埼玉1区から自由民主党公認で立候補し、初当選した（当選同期に森喜朗・小沢一郎・羽田孜・奥田敬和・渡部恒三・綿貫民輔・村田敬次郎・江藤隆美・浜田幸一らがいる）。以後、10期連続当選。当選後は中曽根派に所属し、渡辺美智雄が継承した後も渡辺派に所属。引退するまで、中曽根派・渡辺派の系譜である志帥会に所属していた。
法務政務次官や通商産業政務次官を務めた後、1984年、第2次中曽根第1次改造内閣で文部大臣に任命され、初入閣した。1989年、第1次海部内閣で通商産業大臣に就任。1996年の第41回衆議院議員総選挙では、小選挙区比例代表並立制の導入に伴い、埼玉1区から立候補。新進党公認の浜田卓二郎らを破り、10選。
1997年、衆議院予算委員長に就任。翌1998年、第2次橋本改造内閣において、大蔵省金融検査官による汚職事件（大蔵省接待汚職事件）で監督責任を取り辞任した大蔵大臣・三塚博の後任に起用された。三塚の後任の大蔵大臣候補には梶山静六や森喜朗、亀井静香ら派閥領袖や党の実力者たちの名前が挙がっていたが、不良債権問題をはじめ当時の大蔵省には難題が山積しており、また相次ぐ汚職への対処も期待され、検察官出身の松永に白羽の矢が立てられた。同年7月の第18回参議院議員通常選挙の敗北に伴い、橋本龍太郎首相は退陣し、松永も大蔵大臣を退任した。1999年11月、勲一等旭日大綬章受章。
2000年の第42回衆議院議員総選挙では埼玉1区で民主党公認の武正公一に敗れ、落選。2003年の第43回衆議院議員総選挙では、新設された埼玉15区から立候補するも、民主党公認の高山智司に敗れ、政界を引退した。
政界引退後は選挙にこそ立候補していないものの、候補者の応援は行っており、2001年には、さいたま市長選挙で旧大宮市長の新藤享弘を支援した（新藤は旧浦和市長の相川宗一に敗れ、落選）。松永は一貫して「反・相川」の姿勢を貫いており、2005年のさいたま市長選では中森福代を支援したが、中森は現職の相川に敗れた。2009年のさいたま市長選でも、衆議院議員を辞職して立候補した中森を支援し、中森は落選したものの、現職の相川も清水勇人に敗れ、落選した。また、自身のかつての選出選挙区である埼玉1区では、後継候補の金子善次郎（保守新党→自民党）を支援していた。
代議士時代を含め、政界引退後も弁護士の業務は継続して行っている。2012年には、東京都知事の石原慎太郎による尖閣諸島購入計画に際し、埼玉県内に居住する尖閣諸島の地権者の代理人を務めた。
2022年10月11日9時35分、老衰のため、さいたま市の自宅で死去。93歳没。死没日付をもって正三位に叙された。旧中央省庁の国務大臣で、松永は「大蔵大臣」を経験した最後の存命者となっていた。

## 人物
趣味は少林寺拳法。

## 家族・親族
- 松永東[6] - 養父。長崎県出身[6]。弁護士[6]。衆議院議長（第45代）、文部大臣を歴任。
- 松山千恵子 - 義姉（松永東の娘）。埼玉県初の女性代議士。厚生政務次官・郵政政務次官を歴任。
- 松山義雄 - 義兄（千恵子の夫）。弁護士。埼玉県副知事。元衆議院議員。
- 舟橋功一 - 千恵子の娘・浩子の夫。弁護士。元埼玉県議会議員。元川越市長。
- 舟橋一浩 - 功一・浩子の長男。前埼玉県議会議員。

## 選挙歴
| 当落 | 選挙                   | 執行日         | 年齢 | 選挙区    | 政党       | 得票数     | 得票率 | 定数 | 得票順位 /候補者数 | 政党内比例順位 /政党当選者数 |
| ---- | ---------------------- | -------------- | ---- | --------- | ---------- | ---------- | ------ | ---- | ------------------ | ---------------------------- |
| 落   | 第31回衆議院議員総選挙 | 1967年01月29日 | 38   | 旧埼玉1区 | 無所属     | 6万2140票  | 10.81% | 4    | 5/8                | /                            |
| 当   | 第32回衆議院議員総選挙 | 1969年12月27日 | 41   | 旧埼玉1区 | 無所属     | 8万9160票  | 15.35% | 4    | 3/9                | /                            |
| 当   | 第33回衆議院議員総選挙 | 1972年12月10日 | 44   | 旧埼玉1区 | 自由民主党 | 13万3620票 | 17.87% | 4    | 2/7                | /                            |
| 当   | 第34回衆議院議員総選挙 | 1976年12月05日 | 48   | 旧埼玉1区 | 自由民主党 | 14万7679票 | 33.65% | 3    | 1/6                | /                            |
| 当   | 第35回衆議院議員総選挙 | 1979年10月07日 | 50   | 旧埼玉1区 | 自由民主党 | 10万2091票 | 25.04% | 3    | 1/6                | /                            |
| 当   | 第36回衆議院議員総選挙 | 1980年06月22日 | 51   | 旧埼玉1区 | 自由民主党 | 12万6969票 | 25.28% | 3    | 1/6                | /                            |
| 当   | 第37回衆議院議員総選挙 | 1983年12月18日 | 55   | 旧埼玉1区 | 自由民主党 | 10万5660票 | 22.00% | 3    | 3/5                | /                            |
| 当   | 第38回衆議院議員総選挙 | 1986年07月06日 | 57   | 旧埼玉1区 | 自由民主党 | 14万8886票 | 28.89% | 3    | 1/7                | /                            |
| 当   | 第39回衆議院議員総選挙 | 1990年02月18日 | 61   | 旧埼玉1区 | 自由民主党 | 13万6422票 | 22.48% | 3    | 2/9                | /                            |
| 当   | 第40回衆議院議員総選挙 | 1993年07月18日 | 64   | 旧埼玉1区 | 自由民主党 | 9万3987票  | 15.75% | 4    | 3/8                | /                            |
| 当   | 第41回衆議院議員総選挙 | 1996年10月20日 | 67   | 埼玉1区   | 自由民主党 | 8万5109票  | 38.96% | 1    | 1/4                | /                            |
| 落   | 第42回衆議院議員総選挙 | 2000年06月25日 | 71   | 埼玉1区   | 自由民主党 | 8万7358票  | 35.22% | 1    | 2/4                | /                            |
| 落   | 第43回衆議院議員総選挙 | 2003年11月09日 | 74   | 埼玉15区  | 自由民主党 | 5万8522票  | 33.56% | 1    | 2/5                | /                            |